# Stenocranophilus anomalocerus
Stenocranophilus anomalocerus är en insektsart som först beskrevs av Pierce 1918.  Stenocranophilus anomalocerus ingår i släktet Stenocranophilus och familjen kamvridvingar. Inga underarter finns listade i Catalogue of Life.